# Lista de prefeitos de Ruy Barbosa (Rio Grande do Norte)
Esta é a lista de prefeitos de Ruy Barbosa, município brasileiro do estado do Rio Grande do Norte.
| Nº | Prefeito                       | Imagem                    | Partido                   | Início do mandato     | Fim do mandato         | Vice-prefeito                     | Observações                   |
| -- | ------------------------------ | ------------------------- | ------------------------- | --------------------- | ---------------------- | --------------------------------- | ----------------------------- |
| 1  | Miguel Barreto                 |                           |                           | 10 de junho de 1962   | julho de 1963          | —                                 | Prefeito nomeado              |
| 2  | Afrânio Pereira da Silva       |                           | PSD                       | julho de 1963         | 31 de janeiro de 1964  | —                                 | Prefeito nomeado              |
| 3  | Otávio Fabrício da Silva       |                           | PDC                       | 31 de janeiro de 1964 | 31 de janeiro de 1969  | Cícero Justino da Silva           | Prefeito e vice eleitos       |
| 4  | Teófilo Lopes da Silva         |                           | ARENA                     | 31 de janeiro de 1969 | 31 de janeiro de 1973  | Maria Olegária Gonçalves da Silva | Prefeito e vice eleitos       |
| 5  | Maria Targino da Silva         |                           | ARENA                     | 31 de janeiro de 1973 | 31 de janeiro de 1977  | Antônio Clementino de Medeiros    | Prefeita e vice eleitos       |
| 6  | Milton Nunes da Silva          |                           | MDB                       | 31 de janeiro de 1977 | 31 de janeiro de 1983  | Francisco Félix de Lima           | Prefeito e vice eleitos       |
| 7  | Antônio Clementino de Medeiros |                           | PMDB                      | 31 de janeiro de 1983 | 31 de dezembro de 1988 | não encontrado                    | Prefeito e vice eleitos       |
| 8  | Gerôncio Virgínio Dias         |                           | PMDB                      | 1º de janeiro de 1989 | 31 de dezembro de 1992 | João Soares da Silva              | Prefeito e vice eleitos       |
| 9  | José Fonseca Filho             |                           | PFL                       | 1º de janeiro de 1993 | 31 de dezembro de 1996 | não encontrado                    | Prefeito e vice eleitos       |
| 10 | João Joaquim Cavalcante Neto   |                           | PFL                       | 1º de janeiro de 1997 | 31 de dezembro de 2004 | Melquíades Moura da Silva         | Prefeito e vice eleitos       |
| 10 | João Joaquim Cavalcante Neto   | PPB                       | Prefeito e vice reeleitos | 1º de janeiro de 1997 | 31 de dezembro de 2004 | Melquíades Moura da Silva         |                               |
| 11 | Maria Targino da Silva         |                           | PMDB                      | 1º de janeiro de 2005 | 31 de dezembro de 2008 | Francisco Rodrigues de Souza      | Prefeita e vice eleitos       |
| 12 | Maria Aparecida Cavalcante     |                           | PMDB                      | 1º de janeiro de 2009 | 31 de dezembro de 2016 | Francisco André de Lima           | Prefeita e vice eleitos       |
| 12 | Maria Aparecida Cavalcante     | Prefeita e vice reeleitos | PMDB                      | 1º de janeiro de 2009 | 31 de dezembro de 2016 | Francisco André de Lima           |                               |
| 13 | Francisco Felipe da Silva      |                           | PSD                       | 1º de janeiro de 2017 | 31 de dezembro de 2024 | João Rodrigues de Moura           | Prefeito e vice eleitos       |
| 13 | Francisco Felipe da Silva      | PSDB                      | José Bonfim de Fontes     | 1º de janeiro de 2017 | 31 de dezembro de 2024 | Prefeito reeleito e vice eleito   |                               |
| 14 | Ranieri Moura Barbosa          |                           | José Bonfim de Fontes     | PL                    | 1º de janeiro de 2025  | até a atualidade                  | Prefeito eleito vice reeleito |